# Кихоку
Кихоку (јап. 紀北町) град је у Јапану у префектури Мије. Према попису становништва из септембра 2012. у граду је живело 17.885 становника.

## Становништво
Према подацима са пописа, у граду је 2012. године живело 17.885 становника.
| 1995.  | 2000.  | 2005.  |
| ------ | ------ | ------ |
| 22.478 | 21.362 | 19.963 |